# Challacombe
Challacombe – wieś i civil parish w Anglii, w Devon, w dystrykcie North Devon. W 2011 civil parish liczyła 141 mieszkańców. Challacombe jest wspomniana w Domesday Book (1086) jako Celdecome/Celdecomba.